# دوشیزه‌ماهی قناری
دوشیزه‌ماهی قناری (نام علمی: Abudefduf luridus) نام یک گونه از سرده گروهبان‌ماهی‌ها است.